# 常克勳
常克勳（1884年—？年），字子成，山西省寧武縣人，畢業於山西西學專齋，宣統三年進士，1907年赴英國留學，南威爾土大學礦科畢業。

## 生平
- 光緒三十二年，於山西西學專齋第二期畢業，取列中等，准作舉人[1]。
- 宣統三年，經學部考試得68.6分，列中等；四月丁酉引見，賞給進士出身[2]
- 山西大學採礦系學主任[3]，南京教育部編輯，成都西北中學教員。1949年後任山西採礦工業學校教員。1955年4月被聘為山西省文史研究館館員[4]。
- 民國7年（1918年），中華民國第二屆國會參議員選舉中央選舉會第一部選舉人[5]。